# Thomas Prence
Thomas Prence (* um 1601 in der Nähe von Lechlade, Gloucestershire, England; † 29. März 1673 in Plymouth, Plymouth Colony) war ein englischer Kolonist in der Plymouth Colony. Zwischen 1634 und 1673 war er drei Mal Gouverneur dieser Kolonie.

## Leben
Das genaue Geburtsdatum von Thomas Prence ist nicht überliefert. Er war der Sohn des Kutschenmachers Thomas Prince und dessen Frau Elizabeth Tolderby. Er wurde ebenfalls unter dem Familiennamen Prince geboren. Später änderte er diesen Namen in Prence. Er verbrachte seine frühen Jahren in  Ratcliff, das heute ein Stadtteil von London ist. Im Jahr 1621 beschloss er, seine Heimat zu verlassen und nach Amerika auszuwandern. An Bord des Schiffes Fortune gelangte er in die erst ein Jahr zuvor gegründete Plymouth Colony, wo er etwas Land erwarb (one akre of land). Die Bevölkerung der Kolonie bestand zu großen Teilen aus Anhängern der   Separatisten, einer besonders radikalen Gruppe der Puritaner, die 1620 mit der Mayflower in ihrer neuen Heimat angekommen waren und die als Pilgerväter in die Geschichte eingingen. Thomas Prence gehörte zu einer kleinen Gruppe von Händlern, die die Schulden der anderen Kolonisten übernahmen und im Gegenzug bestimmte Handelsprivilegien wie z. B. dem Pelzhandel eingeräumt bekamen. Er war als Händler sehr erfolgreich und schon 1633 gehörte er zu den Kolonisten mit dem höchsten Steuerzahlungen. Der Handel mit dem englischen Mutterland war aber nicht immer erfolgreich und zwischenzeitlich musste Prence sein Haus verkaufen, um Schulden bei englischen Unternehmern zu begleichen. Im Jahr 1644 gehörte er zu den Gründern der Gemeinde Eastham auf der Halbinsel Cape Cod, wo er einer der größten Landbesitzer wurde. Das fruchtbare Land ermöglichte die Produktion von Lebensmittel nicht nur für die eigene Kolonie, sondern auch für benachbarte englische Ansiedlungen, wozu auch die Stadt Boston und die Massachusetts Bay Colony gehörten. Bis 1663 lebte er dort, ehe er dann wieder nach Plymouth zurückzog. Prence war viermal verheiratet und hatte aus diesen Ehen zehn Kinder. Er starb am 29. März 1673 in Plymouth.
Neben seinen beruflichen Tätigkeiten wurde Thomas Prence auch politisch aktiv. Er bekleidete mehrere Positionen in der Kolonialverwaltung der Plymouth Colony. So war er zeitweise unter anderem für die Finanzen zuständig. In den Jahren 1634–1635, 1638–1639 und von 1657 bis zu seinem Tod im Jahr 1673 war er kolonialer Gouverneur seiner Heimatprovinz. Neben William Bradford und Edward Winslow bestimmte er über Jahrzehnte die Politik der Kolonie. Nach dem Tod Bradfords war er dort unbestritten der mächtigste und einflussreichste Mann. Er galt als fair aber autoritär. Während dieser Zeit gab es immer wieder Probleme mit Kolonisten aus Nachbarkolonien wegen der Errichtung von Handelsposten. In diesem Zusammenhang kam es auch zu Spannungen mit französischen und holländischen Kolonisten. Gegenüber den Indianern verhielt er sich eher freundlich.